# Gastão Elias
Gastão Elias (Lourinhã, 24 novembre 1990) è un tennista portoghese.
I suoi migliori ranking ATP sono stati il 57º in singolare, raggiunto nell'ottobre 2016, e il 151º in doppio nell'agosto 2016. Ha vinto diversi tornei Challenger e i migliori risultati nel circuito maggiore sono due semifinali raggiunte in singolare nel 2016.

## Carriera

### 2006-2010
Esordisce in un tabellone principale del circuito maggiore all'Estoril Open 2006 come lucky loser, e al primo turno del main draw viene sconfitto da Dmitrij Tursunov per 6-2, 6-1. Raggiunge inoltre la sua prima finale in doppio nel torneo Futures di Ponta Delgada, perdendo in coppia con Pedro Sousa per 7-6(4), 3-6, 4-6 dai finlandesi Tuomas Ketola e Juho Paukku. L'anno successivo fallisce le qualificazioni per i tornei di Estoril e Halle, perde inoltre la sua prima finale Futures in singolare a Cartagena, sconfitto da Adrián Menéndez Maceiras. Un mese più tardi conquista il primo titolo da professionista al Futures di Ciudad Obregón, superando lo spagnolo Pablo Martin-Adalia col punteggio di 6-2, 6-3.
Nel 2008 non supera le qualificazioni ATP di Delray Beach, Miami e New Haven, grazie ad una wild card entra nel tabellone principale del torneo dell'Estoril e cede in due set a Michael Berrer. Conquista inoltre il Futures di Boca Raton. Nel 2009 raccoglie pochi successi, il miglior risultato è la semifinale al Futures di New York, nella quale è costretto al ritiro. L'anno seguente raggiunge la finale al Futures di Barueri e viene sconfitto da Daniel Dutra da Silva.

### 2011-2015
Nel 2011 raggiunge le sue prime finali Challenger a Belo Horizonte e Buenos Aires, perdendole entrambe. Viene sconfitto anche nella finale di doppio a São Leopoldo. Gli viene concessa nuovamente una wild card per l'Estoril Open e si ritira al primo turno. Partecipa per la prima volta alle qualificazioni in un torneo Slam allo US Open, e dopo aver sconfitto al primo turno Alex Kuznetsov viene eliminato da Louk Sorensen. In settembre raggiunge la prima finale in un Challenger a Belo Horizonte e viene sconfitto da Júlio Silva. Nel 2012 perde nuovamente al primo turno dell'Estoril Open da João Sousa in tre set. Dopo aver perso le finali Challenger di Sao Paulo, Caltanissetta e Porto Alegre, conquista il primo titolo di categoria a Rio de Janeiro battendo in finale Boris Pašanski col punteggio di 6-3, 7-5. Si qualifica così per le ATP Challenger Tour Finals di San Paolo, nel round robin viene sconfitto da Paolo Lorenzi e Aljaž Bedene e batte Victor Hănescu. Nelle qualificazioni negli ultimi tre Slam stagionali viene sconfitto al primo turno rispettivamente da Nicolas Devilder, Simon Greul e Dominik Meffert.
Nel 2013 supera le qualificazioni a Buenos Aires e viene sconfitto al primo turno del tabellone principale da Tommy Robredo per 3-6, 0-6. In aprile vince il suo secondo torneo Challenger a Santos battendo in tre set Rogério Dutra da Silva. A maggio conquista la prima vittoria nel circuito maggiore e si spinge fino ai quarti di finale a Oeiras, superando nei primi due turni Horacio Zeballos e Denis Istomin per poi arrendersi a Stan Wawrinka in due set. Nello stesso torneo disputa in coppia con Sousa la semifinale in doppio. Fa il suo esordio in un torneo dello Slam a Wimbledon e viene subito sconfitto in tre set da Aleksandr Dolhopolov. Nel 2014 si qualifica per i tornei ATP di Delray Beach e San Paolo e viene sconfitto al primo turno rispettivamente da Kei Nishikori per 1-6, 7-5, 2-6 e Albert Ramos Viñolas-Vinolas per 3-6, 6-3, 2-6. Si spinge nuovamente fino ai quarti di finale a Oeiras e viene eliminato da Hanescu. Si qualifica per la prima volta a un ATP 500 ad Amburgo, supera al primo turno Montanes e viene eliminato da Philipp Kohlschreiber. Supera le qualificazioni anche a Basilea, e perde al primo turno da Benjamin Becker, e all'Open di Francia, dove cede a Diego Schwartzman in tre set. Il 2015 è un anno privo di successi; a Oeiras perde al primo turno dal qualificato Kenny de Schepper. Nei tornei del Grande Slam si qualifica solo al Roland Garros e perde al primo turno da Benoît Paire.

### 2016
Eliminato nelle qualificazioni dell'Australian Open, raggiunge il secondo turno a Buenos Aires e nel 500 di Rio, e viene sconfitto rispettivamente da Dominic Thiem e Santiago Giraldo. A San Paolo elimina Pablo Andújar e Giraldo e nei quarti viene fermato da Dušan Lajović. Il 24 aprile vince il Torino Challenger entrando nella top 100 ATP per la prima volta, alla 94ª posizione. Dopo la sconfitta al primo turno all'Estoril, vince la Venice Challenge Save Cup di Mestre e porta il best ranking all'88º posto. Accede di diritto al tabellone principale di Wimbledon e perde al primo turno da Radu Albot. Raggiunge la sua prima semifinale ATP allo Swedish Open superando Christian Lindell, Tarō Daniel e Sousa prima di arrendersi a Fernando Verdasco; la settimana seguente arriva in semifinale anche a Umago con i successi su Guillermo García López, Pablo Cuevas e Pablo Carreño Busta e viene eliminato dal futuro campione Fabio Fognini. Questi risultati lo portano alla 60ª posizione del ranking. Debutta alle Olimpiadi ai Giochi di Rio e viene eliminato al secondo turno sia in singolare che in doppio, in coppia con Sousa. Perde al primo turno a Winston-Salem da Daniel Evans e agli US Open da Sergiy Stakhovsky. Viene convocato per i play-off di Coppa Davis nella sfida vinta 5-0 con la Slovenia e batte Grega Žemlja in 3 set. Esce al primo turno al St. Petersburg Open e a Shenzhen. Fallisce le qualificazioni al Japan Open e si riscatta a Stoccolma, dove raggiunge i quarti di finale e viene battuto dalla testa di serie nº 6 Jack Sock. Grazie a questo risultato migliora il ranking salendo al 57º posto.

### 2017
Inizia l'anno a Chennai e viene eliminato al primo turno da Jozef Kovalik. La settimana seguente all'Apia International Sydney si qualifica per il tabellone principale e batte Christopher O'Connell al primo turno prima di arrendersi a Dominic Thiem. Al primo turno degli Australian Open raccoglie solo 5 giochi contro Nick Kyrgios. Al primo turno di Coppa Davis contro Israele, batte Dudi Sela in singolare e in doppio, conquistando l'accesso al secondo turno. Eliminato al primo turno a Buenos Aires e a Rio, accede al secondo turno a San Paolo e viene sconfitto da Albert Ramos Viñolas. Nella sfida di Davis vinta 4-1 contro l'Ucraina batte Artem Smyrnov in cinque set, conquistando il primo punto per il Portogallo. Raggiunge la finale al Challenger di Barletta e viene battuto in due set da Aljaž Bedene. All'Estoril batte al primo turno Malek Jaziri prima di cedere a Nicolás Almagro. Nel torneo ATP di Lione batte al secondo turno Juan Martín del Potro e raggiunge i quarti di finale, dove viene sconfitto da Raonic. Al Roland Garros perde al primo turno da Kyle Edmund. Nei successivi 5 Challenger non va mai oltre i quarti di finale. Un infortunio alla spalla lo costringe al ritiro ad Amburgo ed esce al primo turno al successivo torneo di Kitzbuhel. La crisi di risultati lo fa scivolare in agosto al 173º posto del ranking. Una serie di buoni risultati nei Challenger nel finale di stagione gli fa risalire la classifica, si impone in quello di Campinas in ottobre, superando in finale Renzo Olivo, e il mese dopo perde la finale a Montevideo contro l'idolo di casa Pablo Cuevas. Chiude il 2017 alla 115ª posizione del ranking.

### 2018-2020
Non supera le qualificazioni all'Australian Open; si qualifica invece per i tabelloni principali ai tornei ATP di Buenos Aires e Rio de Janeiro e viene eliminato in entrambi al secondo turno, rispettivamente da Federico Delbonis e Pablo Cuevas. In aprile viene sconfitto in tutti e tre gli incontri disputati nella sfida di Coppa Davis persa 3-2 con la Svezia. In maggio si infortuna nuovamente alla spalla durante l'incontro di semifinale al Braga Open e rientra dopo quasi 2 mesi per giocare a Wimbledon, dove viene eliminato al primo turno di qualificazione. Nei successivi 12 incontri in singolare subisce 11 sconfitte e precipita oltre la 300ª posizione del ranking. Verso fine stagione gioca altre due volte in doppio in Coppa Davis, perde nel 1º playoff contro gli ucraini e vince nel 2º playoff contro i sudafricani, contribuendo alla permanenza del Portogallo nel gruppo I.
La crisi di risultati prosegue per tutto il 2019, durante il quale è impegnato quasi esclusivamente nei tornei Challenger. Il miglior risultato è la semifinale raggiunta a inizio gennaio all'Orlando Open. In luglio viene eliminato nei quarti a Nur-Sultan e durante la stagione supera il secondo turno altre 5 volte. Nell'unico impegno del 2019 nel circuito maggiore, viene eliminato al primo turno delle qualificazioni all'Estoril. In ottobre scende al 378º posto del ranking. In doppio gioca solo tre tornei e a fine anno si trova oltre la 1000ª posizione in classifica. Nella prima parte del 2020 disputa solo un torneo Challenger in gennaio e viene eliminato al secondo turno. Dopo la pausa per la pandemia di COVID-19, rientra a giocare in settembre, ripartendo dal 532º posto in singolare, e perde la finale del torneo ITF M15 di Sintra. Il 4 ottobre torna a vincere un titolo dopo 3 anni imponendosi nell'ITF M15 di Oporto. Torna a giocare nei Challenger ma vince un solo incontro a fronte di 3 sconfitte.

### 2021-2023
Continua a risalire la classifica a inizio 2021 giocando con successo nel circuito ITF, a fine marzo riprende a giocare nei Challenger e subito arriva in finale all'Oeiras Open I, persa in due set contro Zdeněk Kolář. In maggio vince il primo Challenger dopo oltre 43 mesi all'Oeiras Open IV, battendo in finale Holger Rune per 5-7, 6-4, 6-4. Nei mesi successivi raggiunge la semifinale a Forlì, ottiene altri discreti risultati nei Challenger e sfiora la qualificazione agli US Open. Torna a mettersi in luce nel marzo 2022 battendo Nino Serdarušić nella finale dell'Oeiras Challenger e rientra nella top 200. La settimana dopo vince la finale anche all'Oeiras II sconfiggendo Alessandro Giannessi. Nel prosieguo della stagione non va oltre un quarto di finale nei Challenger e a settembre esce di nuovo dalla top 200. L'unico risultato di rilievo del 2023 è la finale raggiunta in aprile al Girona Challenger, durante la quale si ritira sul risultato di 1 set pari, ma già la settimana dopo esce dalla top 300.

### 2024-2025
A inizio 2024 perde la finale all'Oeiras Indoors I ed esce in semifinale all'Oeiras indoor II e rientra per qualche settimana nella top 300. Si mantiene per tutta la stagione a ridosso della top 300 vincendo qualche incontro nei Challenger senza superare i quarti di finale e vi rientra di nuovo per poche settimane a fine anno. Nel 2025 gioca anche nei tornei ITF, e nei Challenger non consegue grandi risultati.

## Statistiche
Aggiornate al 26 maggio 2026.

### Tornei Challenger

#### Singolare

##### Vittorie (10)
| N.  | Data             | Torneo                                             | Superficie  | Avversario             | Punteggio     |
| --- | ---------------- | -------------------------------------------------- | ----------- | ---------------------- | ------------- |
| 1.  | 21 ottobre 2012  | Rio de Janeiro Cup, Rio de Janeiro, Rio de Janeiro | Terra rossa | Boris Pašanski         | 6-3, 7-5      |
| 2.  | 21 aprile 2013   | Campeonato Internacional de Santos, Santos         | Terra rossa | Rogério Dutra da Silva | 4-6, 6-2, 6-0 |
| 3.  | 1º novembre 2015 | Lima Challenger, Lima                              | Terra rossa | Andrej Martin          | 6-2, 7-6(4)   |
| 4.  | 8 novembre 2015  | Challenger Ciudad de Guayaquil, Guayaquil          | Terra rossa | Diego Schwartzman      | 6-0, 6-4      |
| 5.  | 24 aprile 2016   | ATP Challenger Torino, Torino                      | Terra rossa | Enrique López Pérez    | 3-6, 6-4, 6-2 |
| 6.  | 22 maggio 2016   | Venice Challenge Save Cup, Mestre                  | Terra rossa | Horacio Zeballos       | 7-6(0), 6-2   |
| 7.  | 8 ottobre 2017   | Campeonato Internacional de Campinas, Campinas     | Terra rossa | Renzo Olivo            | 3-6, 6-3, 6-4 |
| 8.  | 30 maggio 2021   | Oeiras Challennger IV, Oeiras                      | Terra rossa | Holger Rune            | 5-7, 6-4, 6-4 |
| 9.  | 3 aprile 2022    | Oeiras Challenger, Oeiras                          | Terra rossa | Nino Serdarušić        | 6-3, 6-4      |
| 10. | 10 aprile 2022   | Oeiras Challenger II, Oeiras                       | Terra rossa | Alessandro Giannessi   | 7-6(4), 6-1   |

##### Finali perse (13)
| N.  | Data              | Torneo                                     | Superficie    | Avversario           | Punteggio        |
| --- | ----------------- | ------------------------------------------ | ------------- | -------------------- | ---------------- |
| 1.  | 18 settembre 2011 | BH Open International Cup, Belo Horizonte  | Terra rossa   | Júlio Silva          | 4-6, 4-6         |
| 2.  | 13 novembre 2011  | Challenger de Buenos Aires, Buenos Aires   | Terra rossa   | Carlos Berlocq       | 1-6, 6(3)-7      |
| 3.  | 8 gennaio 2012    | Aberto de São Paulo, San Paolo             | Cemento       | Thiago Alves         | 6(5)-7, 6(1)-7   |
| 4.  | 10 giugno 2012    | Città di Caltanissetta, Caltanissetta      | Terra rossa   | Tommy Robredo        | 3-6, 2-6         |
| 5.  | 28 ottobre 2012   | Aberto do Rio Grande do Sul, Porto Alegre  | Terra rossa   | Simon Greul          | 6-2, 6(5)-7, 5-7 |
| 6.  | 27 aprile 2014    | Campeonato Internacional de Santos, Santos | Terra rossa   | Máximo González      | 5-7, 3-6         |
| 7.  | 15 giugno 2014    | Internationaux de Blois, Blois             | Terra rossa   | Máximo González      | 2-6, 3-6         |
| 8.  | 1 febbraio 2015   | Open Bucaramanga, Bucaramanga              | Terra rossa   | Daniel Gimeno Traver | 3-6, 6-1, 5-7    |
| 9.  | 16 aprile 2017    | Open Città della Disfida, Barletta         | Terra rossa   | Aljaž Bedene         | 6(4)-7, 3-6      |
| 10. | 12 novembre 2017  | Uruguay Open, Montevideo                   | Terra battuta | Pablo Cuevas         | 4-6, 3-6         |
| 11. | 4 aprile 2021     | Oeiras Challenger I, Oeiras                | Terra rossa   | Zdeněk Kolář         | 4-6, 5-7         |
| 12. | 2 aprile 2023     | Girona Challenger, Gerona                  | Terra rossa   | Ivan Gakhov          | 7-5, 4-6 rit.    |
| 13. | 7 gennaio 2024    | Oeiras Indoors I, Oeiras                   | Cemento (i)   | Maks Kaśnikowski     | 6(1)-7, 6-4, 3-6 |

#### Doppio

##### Vittorie (2)
| N. | Data            | Torneo                                    | Superficie  | Compagno                 | Avversari in finale                         | Punteggio   |
| 1. | 4 ottobre 2015  | Aberto do Rio Grande do Sul, Porto Alegre | Terra rossa | Frederico Ferreira Silva | Cristian Garín Juan Carlos Sáez             | 6-2, 6-4    |
| 2. | 24 gennaio 2016 | Rio de Janeiro Tennis Cup, Rio de Janeiro | Terra rossa | André Ghem               | Jonathan Eysseric Miguel Ángel Reyes Varela | 6-4, 7-6(2) |

##### Finali perse (7)
| N. | Data             | Torneo                                         | Superficie  | Compagno          | Avversari in finale                   | Punteggio           |
| 1. | 5 novembre 2011  | São Léo Open, São Leopoldo                     | Terra rossa | Frederico Gil     | Franco Ferreiro Rubén Ramírez Hidalgo | 7-6(4), 3-6, [9-11] |
| 2. | 20 aprile 2013   | Campeonato Internacional de Santos, Santos     | Terra rossa | Guilherme Clezar  | Pavol Červenák Matteo Viola           | 2-6, 6-4, [6-10]    |
| 3. | 9 novembre 2014  | Knoxville Challenger, Knoxville                | Cemento (i) | Sean Thornley     | Miķelis Lībietis Hunter Reese         | 3-6, 4-6            |
| 4. | 8 novembre 2015  | Challenger Ciudad de Guayaquil, Guayaquil      | Terra rossa | Fabricio Neis     | Guillermo Durán Andrés Molteni        | 3-6, 4-6            |
| 5. | 21 novembre 2015 | Uruguay Open, Montevideo                       | Terra rossa | Marcelo Demoliner | Andrej Martin Hans Podlipnik-Castillo | 4-6, 6-3, [6-10]    |
| 6. | 29 maggio 2016   | Internazionali Città di Vicenza, Vicenza       | Terra rossa | Fabricio Neis     | Andrej Golubev Nikola Mektić          | 3-6, 3-6            |
| 7. | 8 ottobre 2017   | Campeonato Internacional de Campinas, Campinas | Terra rossa | José Pereira      | Fabricio Neis Máximo González         | 1-6, 1-6            |